# Ranunculus ruscinonensis
Ranunculus ruscinonensis là một loài thực vật có hoa trong họ Mao lương. Loài này được Landolt miêu tả khoa học đầu tiên năm 1956.